# 楊宣 (景泰直隸進士)
楊宣（1425年—1497年），字振方，直隸保定府新城縣（今河北省高碑店市）人，明朝政治人物。景泰甲戌進士。成化朝官至禮部侍郎。

## 生平
早年為諸生，累舉不中，赴京從商輅遊，學業大進。景泰四年（1453年），中式癸酉科順天府鄉試第四十名舉人。景泰五年（1454年）聯捷甲戌科進士。任河南道監察御史，上疏敢言。天順間，陞鴻臚寺少卿。
成化初，陞鴻臚寺卿。滿九載，陞禮部左侍郎，仍掌鴻臚寺事。成化十四年（1478年）致仕，優遊林下二十年，弘治十年（1497年）卒。

## 佚事
《萬曆野獲編》載有楊宣之妻因以悍妒受杖之事。

## 家族
曾祖楊敬禮，贈武德將軍；祖父楊斌；父楊仕能，皆不仕。